# II. János Pál pápa tér (Miskolc)
A II. János Pál pápa tér Miskolcon, a diósgyőri városrészben található.

## Története, leírása
A Diósgyőr szívében fekvő területen – előző nevein „Pálos tömb”, majd „Kis szilvamag” – eredetileg házak álltak, de a térség ezek elbontása után elhanyagolt állapotba került, törmelékhalmok borították, részben autóparkolóként használták. Felújítása, illetve kiépítése a „Diósgyőri városközpont integrált rehabilitációja” projekt keretein belül valósult meg 2019–2020-ban, és szorosan kapcsolódott a a Zöld Nyíl projekt befejezéséhez. Korábban a közelben volt az 1-es villamos végállomása, de a projekt keretén belül a villamospályát meghosszabbították Felső-Majláthig.
A II. János Pál pápáról elnevezett tér az Árpád út panelsorával szemben, az út déli oldala és a Szinva között fekszik. A tér lépcsőzetesen ereszkedik a patak felé, így közvetlen kapcsolatba kerül a vízfelülettel. A parkszerűen megvalósított téren hangulatos kis sétányokat alakítottak ki (a járdafelület mintegy 207 négyzetméter), rajtuk kandeláberekkel, utcabútorokkal, virágágyásokkal és fákkal. Mindezek mellett a tér északi sarkában egy burkolatba süllyesztett, este kivilágítható szökőkutat is elhelyeztek, amely 6–8 méter magasra lövi a vízsugarakat. A projekt keretén belül a teret északkeleten lezáró közúti hidat is felújították. A parkot Dobos Sára okleveles táj- és kertépítész tervezte, amiért elnyerte a Magyar Tájépítészek Szövetsége díját a 2021. évi Virágos Magyarország versenyen. A 3427 m² területű teret 2020. december 21-én adták át a diósgyőrieknek.
A Diósgyőri római katolikus templom udvarának északi részén, a Szinva jobb oldalán 2020. október 22-én adták át II. János Pál pápa bronzszobrát, amely szembefordulva a térrel, Mikolai Vince diósgyőri plébános szavai szerint „áldó kezével befogja az egész teret”. Az egész alakos bronzszobor alkotója Kovács Jenő szobrászművész.

## Képek

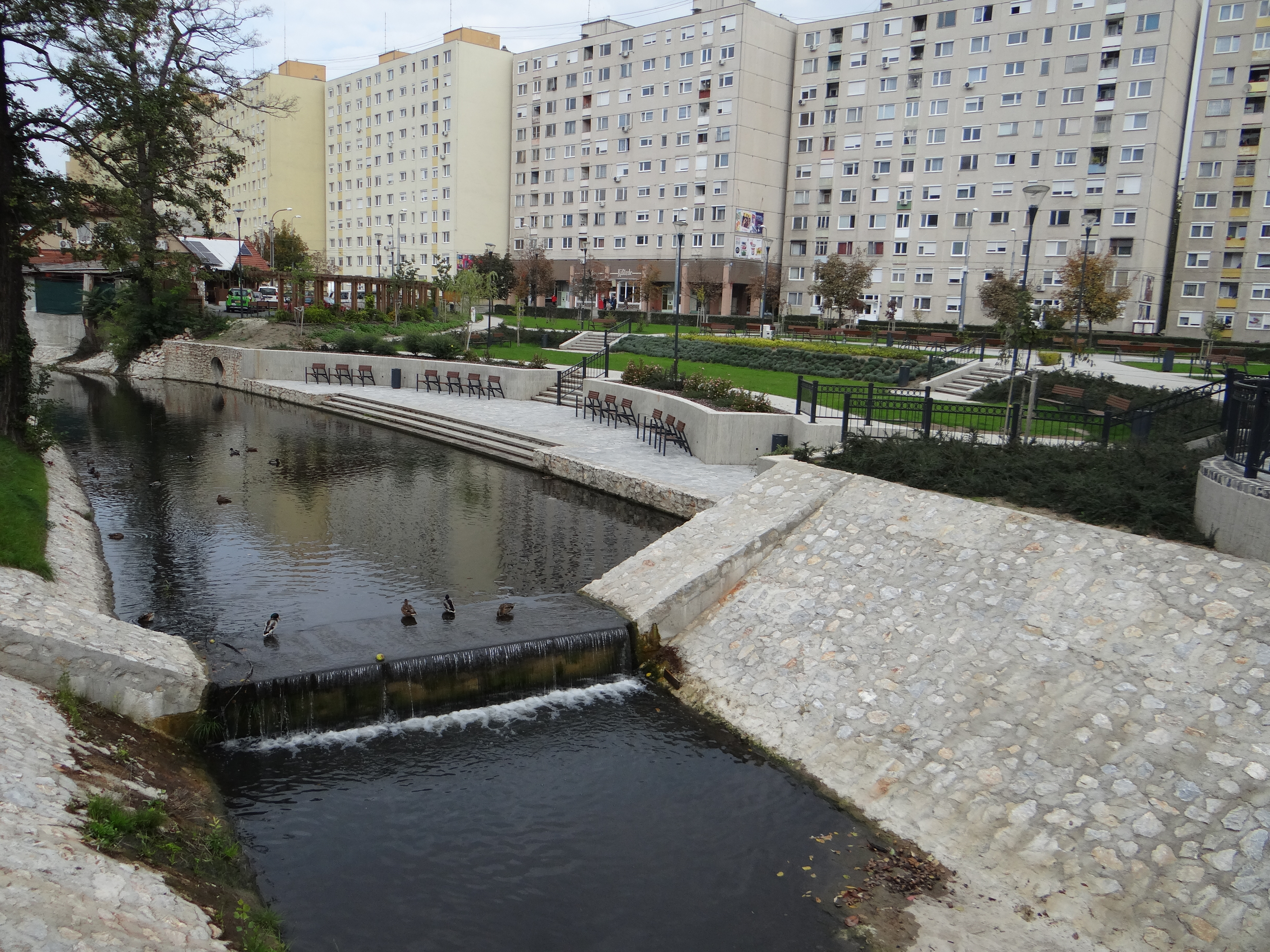
A Szinva folyása a térnél
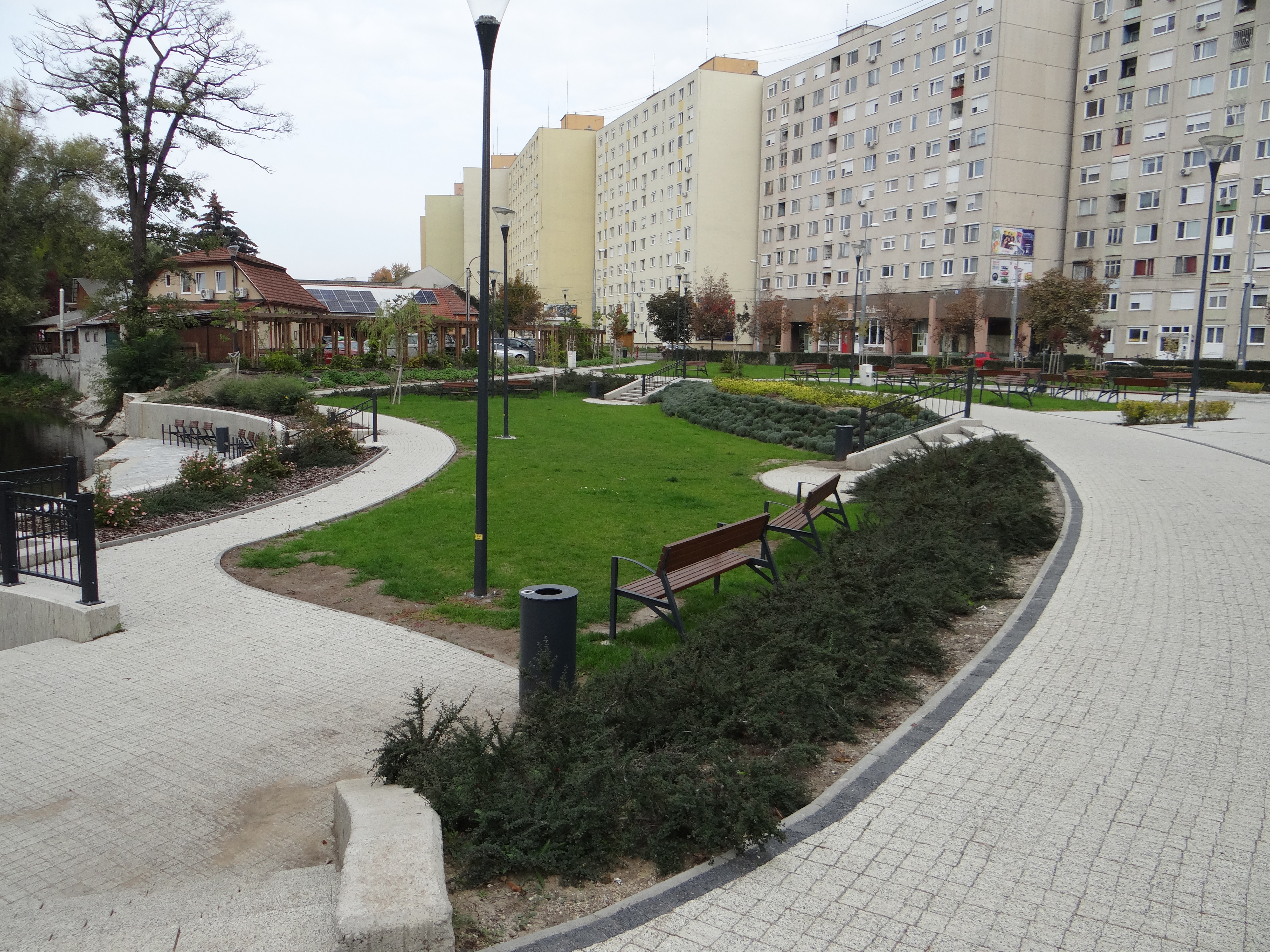
A tér keleti irányból 1.
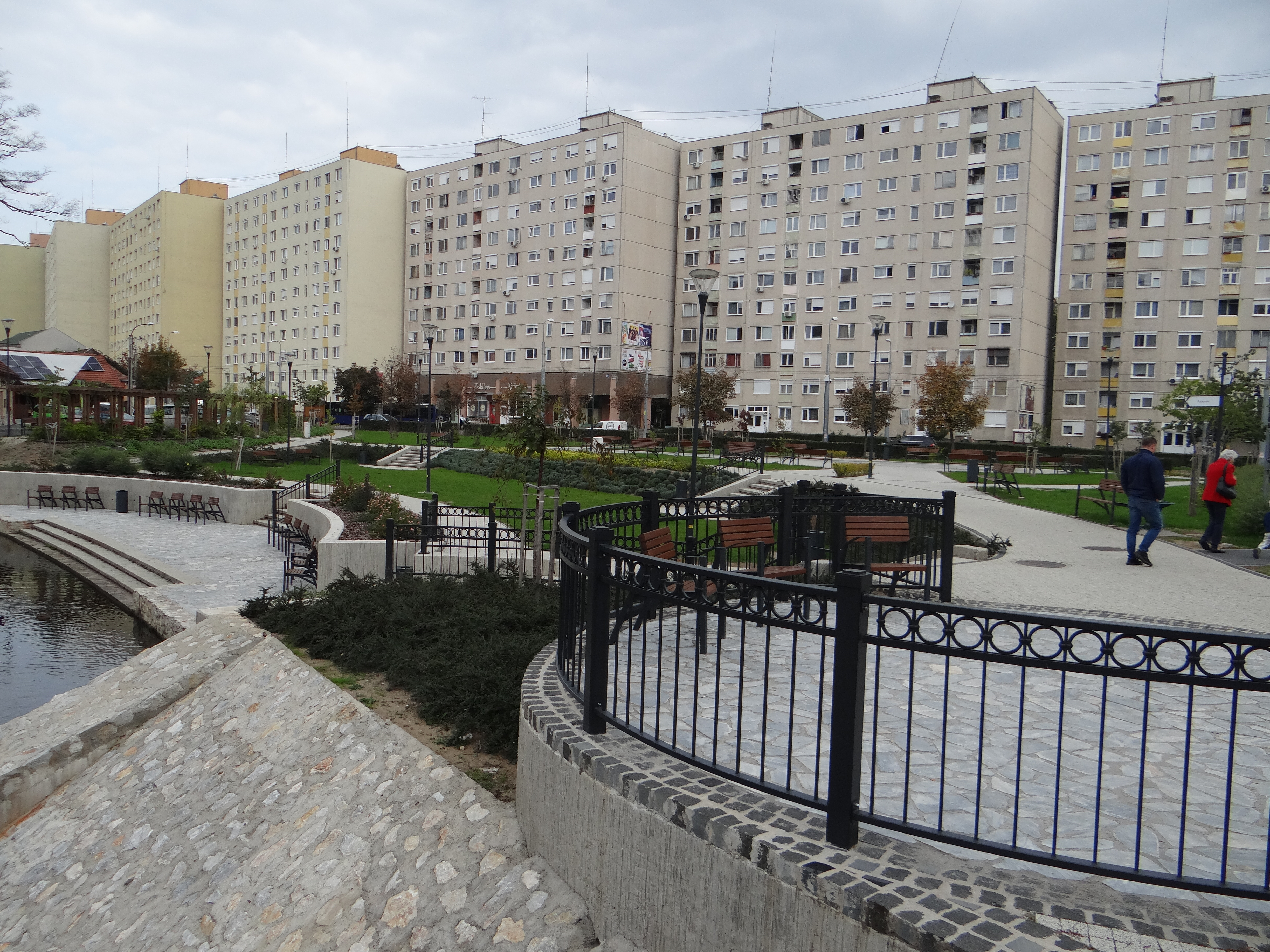
Keleti irányból 2.
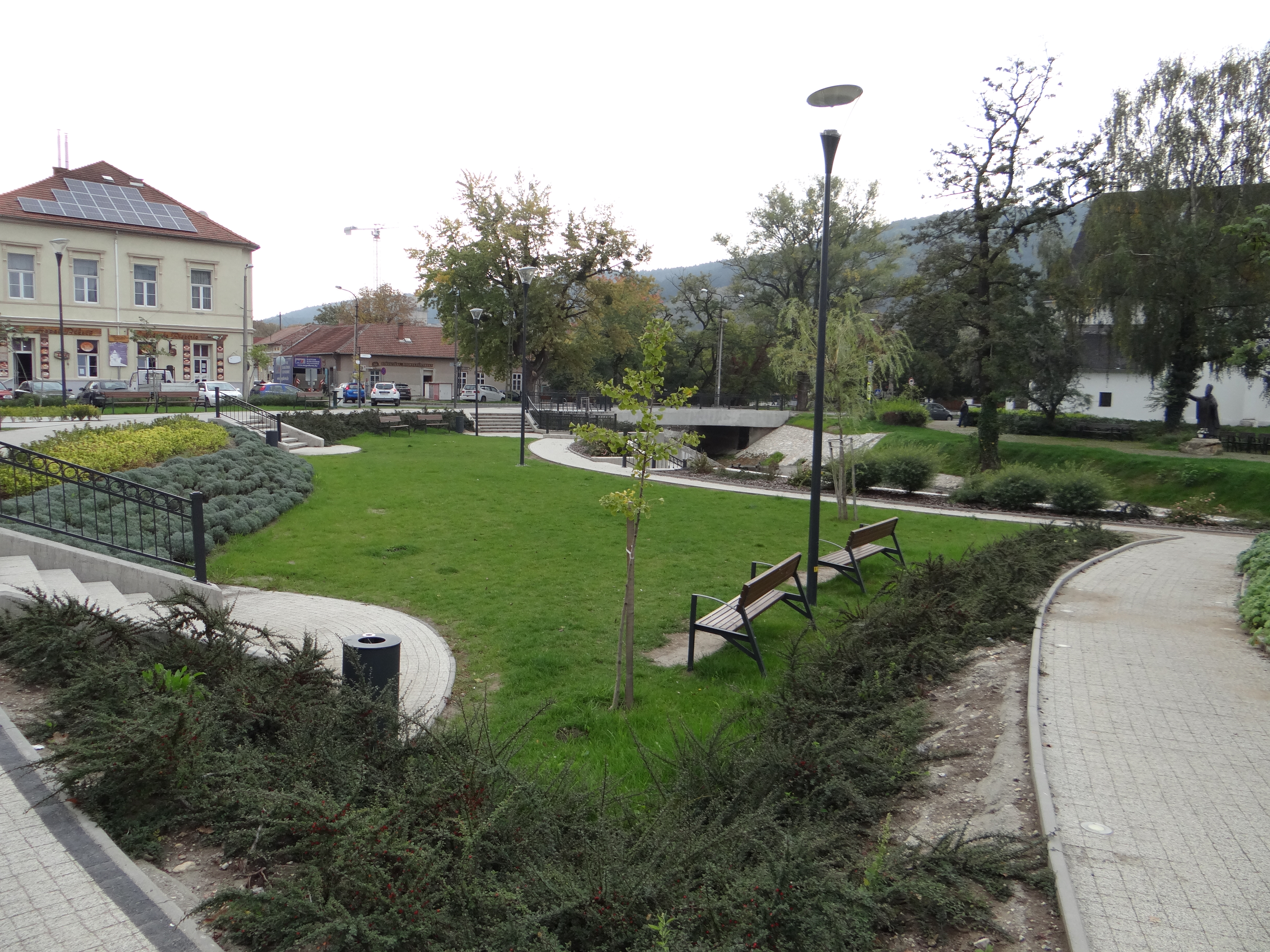
Északnyugati irányból
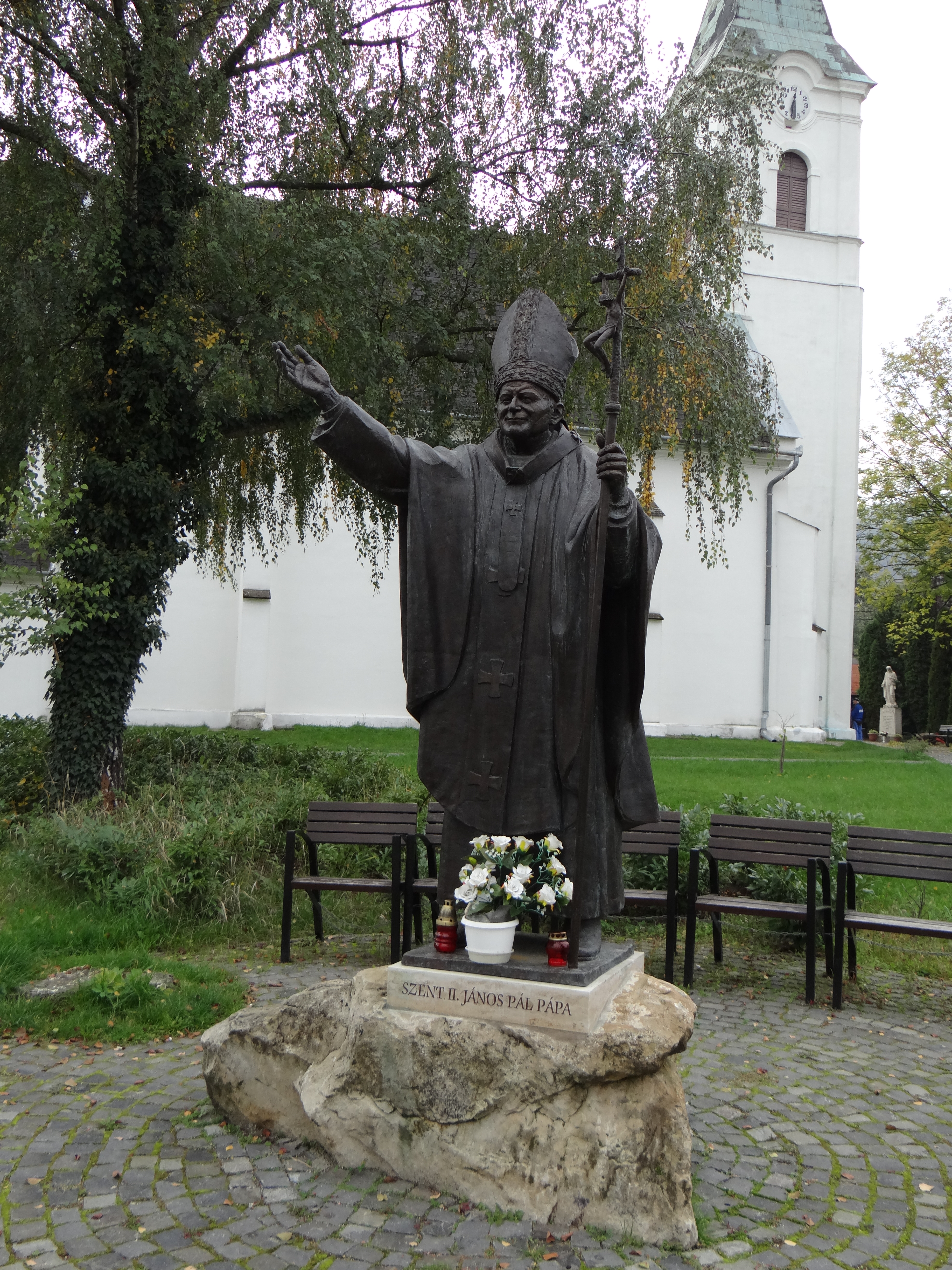
II. János Pál pápa szobra